# Бирюзовая хохлатая мухоловка
Бирюзовая хохлатая мухоловка (лат. Elminia longicauda) — вид воробьиных птиц из семейства стеностировых (Stenostiridae).
Вид распространён в Западной и Центральной Африке от Сенегала до Кении и Анголы. Обитает во влажных лесах, саваннах, на плантациях и садах.
Тело длиной 15—18 см, весом 7—12 г. Верхняя часть тела яркого голубого окраса, только маска на лице, некоторые маховые на крыльях и рулевые на хвосте чёрного цвета. Брюхо и грудь белого и бледно-голубого цвета. На голове есть хохолок. Хвост длинный.